# Yankee Pluck
Yankee Pluck er en amerikansk stumfilm fra 1917 af George Archainbaud.

## Medvirkende
- Ethel Clayton som Polly Pollard
- Edward Langford som Richard Travers
- Johnny Hines som Tommy Patterson
- Montagu Love som Wootchi
- Eric Wayne som George Henry Singleton